# Phil Ochs
Phil Ochs, właśc. Philip David Ochs (ur. 19 grudnia 1940 w El Paso, zm. 9 kwietnia 1976 w Far Rockaway) – amerykański piosenkarz, gitarzysta i kompozytor związany z ruchem folkowym, autor pieśni protestu.

## Życiorys

### Wczesne lata
Phil urodził się w El Paso w Teksasie. Jego ojciec Jacob „Jack  Ochs ”był żydowskim lekarzem o polskich korzeniach (rodziny jego obojga rodziców przybyły do USA pod koniec XIX w. z Mławy). Matka, Gertrude Ochs, z domu Phin, była Szkotką. Po wielu przeprowadzkach rodzina osiadła w końcu w Columbus, Ohio.
Phil był samotnym marzycielem, którego ucieczką była fotografia i kino. Pierwszym instrumentem, na którym zaczął uczyć się grać, był klarnet, ponieważ w sklepie muzycznym nie było ani trąbki, ani saksofonu, które były jego pierwszym wyborem. Jako nastolatek wybrał szkołę wojskową, gdyż chciał rozwijać swoje muzyczne zainteresowania w orkiestrze wojskowej. Szybko się rozczarował. Często słuchał radia i wkrótce miał już swoich idoli, z którymi związał się na całe swoje życie. Byli nimi Johnny Cash, Buddy Holly, Gene Vincent i Elvis Presley. Poddał się także operacji chirurgicznej nosa, aby poprawić jego kształt. Postanowił zostać gwiazdą.
W 1958 r. zaczął studiować dziennikarstwo na Stanowym Uniwersytecie Ohio. Do swojego panteonu idoli dodał Che Guevarę i Fidela Castro. Poznał wtedy politycznie uświadomionego gitarzystę Johna Glovera, z którym zaczął grać; nazwali się The Sundowners. Wkrótce jednak Ochs zdecydował się występować solowo.
Zaczął także energicznie działać. Pisał do uczelnianej gazety, zasypywał miejscową gazetę listami oraz komponował piosenki w wielkich ilościach. Tuż przed ukończeniem studiów porzucił je ponownie, wbrew protestom rodziców. W wielkiej mierze wniknęło to z rozczarowania, że nie został wybrany do redakcji uczelnianej gazety; przyczyną był z pewnością jego radykalizm polityczny.
W 1962 r. pojawił się w Greenwich Village w Nowym Jorku i wkrótce stał się częścią ruchu folkników. Publikował swoje artykuły w magazynie Broadside, występował w Folk City i innych klubach, oraz zapisywał teksty piosenek na każdym skrawku papieru jaki wpadł mu w ręce. Jego kompozycje niczym się nie wyróżniały na tle twórczości innych zaangażowanych politycznie miłośników folku. Niezwykle w siebie wierzył; był przekonany, że zostanie gwiazdą. Wkrótce jego entuzjazm i inteligencja spowodowały, że znalazł się w wiodącej grupie muzyków tego środowiska. Przez jakiś czas on, Bob Dylan i David Blue stanowili grupę przyjaciół połączonych idealizmem, romantyzmem, bezkompromisową inteligencją, humorem a nawet i cynizmem. Wspólnie śpiewali, wynajdywali tematy piosenek, pili, jedli śniadania i chodzili na westerny. Liderem był Dylan ale Ochs niewiele mu ustępował.
Utwory Phila były wówczas modelowymi do tego, co później nazwano pieśniami protestu. To każdego tematu podchodził z niezwykłą pasją. Był bezkompromisowy; złe było złe, dobre było dobre. Widział wszystko w kolorach bieli lub czerni. Był fundamentalistycznym socjalistą i krytycznym patriotą. A przy tym wszystkim cały czas mówił, że będzie gwiazdą i że będzie sprzedawał miliony płyt. Prawdopodobnie ta dychotomia – gorliwego lewicowego aktywisty, który chciał być gwiazdą popu – spowodowała jego późniejsze problemy. Przez całe życie usiłował rozwiązać ten węzeł. Ten typ persony został doskonale odczytany, zrozumiany i odrzucony później przez Dylana.
Sam Ochs nie lubił terminu protest song i nazwał ten typ twórczości topical song – piosenkami tematycznymi, przy czym tematem były aktualne wydarzenia, przeciw którym trzeba było zaprotestować. W tym czasie poślubił swoją przyjaciółkę Alice Skinner, która spodziewała się z nim dziecka (zrobił to raczej z obowiązku niż z miłości), i podczas jednego z tournèe został ojcem córeczki Meegan. W tym samym czasie zmarł jego ojciec.
Kroczył wówczas dokładnie śladami Dylana; w 1963 r. wystąpił na festiwalu folkowym w Newport, odwiedził w szpitalu chorego Woody’ego Guthrie i podpisał kontrakt z menedżerem Dylana Albertem Grossmanem.

### Artysta walczący – pieśni protestu
Jego pierwszy album All the News That's Fit to Sing (Wszystkie wiadomości, które dają się zaśpiewać) wydany przez Elektrę w 1964 r. był rodzajem gazety i typowym dla tego okresu folkowym albumem, który po zelektryfikowaniu się Dylana i po wykonaniu jego piosenek przez The Byrds już za kilkanaście miesięcy będzie się wydawał niemodny. Drugim gitarzystą na albumie był Danny Kalb.
W lutym 1965 r. ukazał się drugi album Ochsa I Ain't Marching Anymore (Nie będę więcej maszerował). Prezentował on znów jego topical songs, wśród których była tytułowa piosenka i która prawie osiągnie status hymnu pieśni protestu. Mimo że był to album bardziej jednorodny i zdecydowany, w dalszym ciągu była to taka sama płyta jak poprzednia. Sprzedała się w ilości nieco ponad 40,000 egzemplarzy, ale Dylan miał już wtedy złote płyty. Po swoim zelektryfikowanym występie na festiwalu w Newport w 1965 r. (na którym Ochs nie wystąpił) Dylan gwałtownie i boleśnie spadł ze szczytu, na którym był wyrocznią i ideałem ruchu folkowego. Wolne miejsce przyznano więc Ochsowi.
Ale Ochs nie był bezmyślną kukłą i w artykule wydrukowanym w magazynie Broadside potępił wybuczenie Dylana jako akt bezmyślnej cenzury tłumu. Niemniej przez jakiś czas wypełniał swe obowiązki, śpiewając dalej polityczne pieśni protestu i biorąc udział w benefisowych koncertach na różne jedynie słuszne cele.
Odniósł także wtedy swój pierwszy sukces jako autor piosenek. Joan Baez nagrała jego utwór „There But for Fortune” i wydała na singlu, który wszedł do pierwszej dziesiątki na liście przebojów. Na drugiej stronie znalazła się piosenka Dylana „Daddy, You've Been on My Mind” ale Ochs był przekonany, że to jego piosenka cieszy się taką popularnością.
We wrześniu tego roku doszło do zatargu pomiędzy Ochsem a Dylanem. Mniej więcej w tym samym czasie Ochs zrezygnował z usług Grossmana (przekonany, że menedżer nie zajmuje się nim jak trzeba i bardziej troszczy się o Dylana) i podpisał kontrakt z politycznym aktywistą Arthurem Gorsonem (później jego klientami staną się także David Blue i Tom Rush).
W 1966 r. ukazał kolejny album artysty Phil Ochs in Concert, który zdecydowanie różnił się od koncertowych płyt innych piosenkarzy, mianowicie nie zawierał ani jednej piosenki z nagranych na jego poprzednich albumach. I to pomimo tego, że na zestaw utworów tej płyty złożyły się aż trzy koncerty piosenkarza. Płyta ta, chociaż zawierała piosenki folkowe oraz pieśni protestu, prezentowała także nowego Ochsa, z bardziej abstrakcyjnymi i lirycznymi piosenkami typu „Changes” (która nagrana przez Brytyjczyka Crispiana St. Petersa stała się w Wielkiej Brytanii mniejszym przebojem). Był to ostatni album, na którym artysta jest wykonawcą piosenek tematycznych, pieśni protestu i po prostu dziennikarzem. Był to także jego najlepiej sprzedający się album nagrany przez Elektrę, znalazł się w ok. 150 miejsca na liście najpopularniejszych albumów. Ale w porównaniu do Blonde on Blonde Dylana czy nawet debiutu Davida Blue była to płyta przestarzała.
Artysta niezadowolony z współpracy z Gorsonem i z firmą Elektra oraz wiedziony przez swoją ambicję zostania gwiazdą zdecydował się na dwa ważne kroki. Zerwał z Gorsonem i zatrudnił swojego brata Michaela jako menedżera, dając mu 25% ze wszystkich swoich dochodów (suma wówczas niezwykła). Zerwał także kontrakt z Elektrą i podpisał nowy z firmą A&M Records, który zawiera paragraf, że firma nie będzie cenzurować jego nagrań.

### Apogeum artystyczne
W sierpniu 1967 r. Ochs nagrał swój pierwszy album dla nowej firmy zatytułowany Pleasures of the Harbor. Był świeżo po amerykańskim tournée, miał nowe piosenki, zobaczył, że odrodzenie folkowe się skończyło, protest songi (po ich masowym wysypie) były już niemodne, nastało „Lato miłości” i artysta szukał nowego brzmienia. Wyzwolił się z ciasnego gorsetu piosenek tematycznych i stał się poszukującym poetą, zgłębiającym bardziej abstrakcyjne tematy w swoich tekstach, co nie znaczy, że zdradził swoje polityczne ideały (o czym świadczy np. piosenka „Crucifixion” poświęcona zamordowaniu Kennedy’ego). Przestał posługiwać się sloganami, a zaczął wykorzystywać język poezji. Przedtem ważny był temat, a teraz ważna stała się sama piosenka.
Ten i dwa następne albumy dla A&M stanowią szczyt jego osiągnięć jako artysty. Wiodącym instrumentem nie jest już akustyczna gitara, ale fortepian. Piosenki są bardzo precyzyjnie zaaranżowane i trwają nieraz ponad 5 minut. Co charakterystyczne, nawet w refrenach nie powtarzają się te same słowa. Również sam artysta postanowił brzmieć na płycie jak piosenkarz a nie tylko wykonawca własnych kompozycji.
Sztandarowymi utworami nowego stylu artysty były „Pleasures of the Harbor” i „Crucifixion”. W pierwszym pojawił się temat podróżującego żeglarza, który kilkakrotnie powróci w dalszej twórczości Ochsa. Wspaniały utwór „Outside a Small Circle of Friends” z mrocznym tekstem o morderstwie, piękną partią na bandżo i pianinem w stylu honky-tonk, miał olbrzymią szansę na wielki komercyjny sukces, gdy zauważono w tekście odniesienie do marihuany i piosenka błyskawicznie zniknęła z anteny. Była to już ostatnia szansa artysty na komercyjny sukces.
Na początku 1968 r. ukazał się nowy album Ochsa Tape from California nagrany z udziałem Ramblin’ Jacka Elliotta. Artysta doszedł do wniosku, że barokowa aranżacja utworów na poprzednim albumie była za bogata, wyrafinowanie ją nieco upraszcza, a nawet wprowadza akustyczne utwory (np. „Joe Hill”) zupełnie w stylu pasującym do albumów nagranych dla Elektry. Mamy tu utwory przeciw wojnie w Wietnamie („White Boots Marching in a Yellow Land”) i „The War is Over”, którego podejrzany triumfalizm daje jasno do zrozumienia, że wojna nie jest skończona. W tytułowym, prawie 7-minutowym utworze, powraca temat żeglarza. Tło tworzą perkusja, gitara basowa i klawesyn. Jest to świetny, dorównujący poprzedniemu, album.
W tym okresie Ochs nawiązał kontakt z Jerrym Rubinem, który razem z Abbiem Hoffmanem był wiodącą siłą Youth International Party (czyli Yippies). Przygotowywał on masowe zgromadzenie młodych ludzi podczas Konwencji Partii Demokratycznej w Chicago. Wszystko zaczęło się, jak planowano, pokojowo. Ochs i Rubin zostali aresztowani pod znakomitym pretekstem pogwałcenia praw żywego inwentarza, gdyż publicznie nominowali świnię na prezydenta USA. Ale policja użyła nieatakowana gazu łzawiącego i pałek, i wtedy rozpoczęły się słynne zamieszki w Parku Lincolna. Ochs na początku próbował temu wszystkiemu zapobiec, uspokajając tłum i zapraszając policjantów do zbratania się z ludźmi. Akcja nie powiodła się i doszło do rozruchów. Wszystko zostało odpowiednio spreparowane przed pokazaniem w telewizji (telewidzowie zobaczyli długowłosych, dziwacznie ubranych ludzi, którzy z obłędem w oku rzucają się na policję). A proces Rubina, Hoffmana i kilku innych aresztowanych działaczy był niezwykłą farsą. Inteligentnie broniącym się oskarżonym zalepiono w końcu usta taśmą lepiącą, aby nie mogli się odzywać. Od strony politycznej był to koniec idealistycznych marzeń młodych z lat 60.
Idealizm Ochsa skończył się w Chicago. Nigdy nie stracił wiary w swoje zasady, ale stracił wiarę, że można coś zmienić. Jeśli jedno wydarzenie może zniszczyć człowieka, to dla artysty były tym zamieszki w Chicago.
Jego nastrój najlepiej oddaje okładka następnego albumu Rehearsals for Retirement (Próby przez emeryturą), na której znajduje się zdjęcie grobu z napisem Phil Ochs (American). Born: El Paso, Texas 1940; died: Chicago, Illinois 1968. Rehearsals for Retirement. Piosenki zostały napisane w ciągu dwu tygodni po rozruchach i nic dziwnego, że jest to najbardziej mroczny i zarazem najbardziej introspektywny album z trylogii nagranej dla Elektry. Mimo że często jego delikatny i dość ograniczony głos był jego największą przeszkodą w czasie nagrywania płyt, tutaj śpiewa z nieoczekiwaną mocą i dynamiką. W głosie słychać ból i rozczarowanie. Tytuły utworów też mówią za siebie, np. „William Butler Yeats Visits Lincoln Park and Escapes Unscathed” (William Butler Yeats odwiedza Park Lincolna i uchodzi cało). W najlepszych utworach osiągnął taką głębokość, że słusznie uchodzą dziś za najlepsze piosenki jakie kiedykolwiek napisał. Ale stać go było także na ironię, najlepiej widoczną w „I Kill Therefore I Am” (Zabijam więc jestem) o ideale Amerykanina; zabijam więc jestem. Płyta była katastrofą komercyjną. Artysta mieszkał już wtedy w Los Angeles, nadużywał alkoholu, i myślał, że jego kariera jest skończona.

### Okres stagnacji
Mimo tego sformował zespół z gitarzystą Bobem Rafkinem i pianistą Lincolnem Mayoragą. Opracowali program, który zawierał także składanki utworów Presleya i Holly’ego. Zaczął także nosić złoty garnitur na wzór presleyowskiego. Był to okres pełen nietrafnych, dziwacznych i często krańcowych pomysłów, świadczących o pomieszaniu w jakim się wówczas znajdował.
W ciągu dwu dni nagrał wtedy nowy album, wydany na początku 1970 r. Nosił on ironiczny tytuł Phil Ochs Greatest Hits, którego okładka była parodią zbioru największych przebojów Presleya z lat 50. z napisem „50 fanów Phila Ochsa nie może się mylić”. Sam artysta także przytył (jak Presley). Na płycie znalazła się dość ekscentryczna mieszanka modnego wówczas country rocka i kameralnego popu. Płyta była także komercyjnym niewypałem. Jedną z głównych wad albumu była jego niejednorodność stylistyczna. Ale i tu można znaleźć bardzo interesujące utwory, np. wspaniale zaśpiewany hołd dla Jima Deana „Jim Dean of Indiana”, piękny lament w stylu country o utraconej niewinności „Boy from Ohio” i profetyczna piosenka „No More Songs” o utracie mocy twórczych.
Koncert artysty w Carnegie Hall był tym, czym koncert Dylana w 1965 r. w Newport (z zachowaniem proporcji), czyli zerwaniem z dotychczasowymi, tradycyjnymi fanami. Na scenie Carnegie pojawił się Ochs ze sporą nadwagą, ubrany jak Elvis w latach 50., i wykonał zadziwiającą mieszankę piosenek z lat 50. z pieśniami protestu, przeplatając to gadkami o Che Guevarze. Był wtedy przy swoim dobrym głosie i pod koniec koncertu udało mu się przekonać do siebie niewielkie grupy publiczności. Niestety reszta nieprzekonanych słuchaczy cały czas buczała. Koncert miał ukazać się na albumie, ale uznano, że album koncertowy, na którym publiczność wybuczała artystę nie jest najlepszym pomysłem. Ukazał się dużo później w bardzo ograniczonym nakładzie pod tytułem Gunfight at Carnegie Hall.
Nie mając nowego materiału unikał występów, a kiedy się zdarzały, publiczność chciała usłyszeć dawnego Ochsa, prezentującego utwory z lat 60. i pieśni protestu. Stał się wdzięcznym materiałem dla prasy, wykorzystywanym jak się da.
W 1973 r. występował w Australii, gdzie nagrał utwór „Kansas City Bomber” do filmu pod tym samym tytułem. Nie został jednak w filmie wykorzystany, ale ukazał się na singlu. We wrześniu tego roku wydał w Kenii singla „Bwatue/Niko Mchumba Ngombe”, którego można uznać za prekursorskiego do tego, co zrobił w kilkanaście lat później Paul Simon na albumie Graceland. Podczas pobytu w Tanzanii został napadnięty, obrabowany i pobity. Jego struny głosowe zostały uszkodzone; stracił cały górny rejestr głosu. Lekarz powiedział mu, że jeśli przestanie pić alkohol i będzie ćwiczył głos trzy godziny dziennie, dzień po dniu przez dwa lata, to być może odzyska głos. Był to wyrok dla piosenkarza, który i tak nie dysponował najlepszym głosem. Ochs nie zrealizował rady doktora i jego głos już nigdy nie wrócił do stanu sprzed wypadku.
Artysta ożył ponownie podczas pokojowego dojścia Salvadora Allende do władzy w Chile. Ochs udał się do tego kraju aby spotkać się ze słynnym chilijskim piosenkarzem folkowym Victorem Jarą. Niezwykle ciężko przyjął później wiadomość o śmierci Jary i zorganizował koncert, który był hołdem dla zabitego piosenkarza i zwracał uwagę świata na okrucieństwa do jakich dochodzi w Chile. Wieczór z Salvadorem Allende był jednym z największych wydarzeń lat 70., chociaż aby sprzedać wszystkie bilety na koncert w Madison Square Garden w Nowym Jorku trzeba było w ostatnim momencie zaprosić Boba Dylana. Zaplanowali nawet serię wspólnych koncertów, które miały odbywać się w małych klubach, a zarobek miał być przekazywany na cele dobroczynne. Idea przyjaciół rozwijała się, ale ostatecznie, przy braku współpracy ze strony Ochsa, zamieniła się we wspaniałe tournée Dylana Rolling Thunder Revue.
Kolejną fascynacją Ochsa była afera Watergate, która zaowocowała ostatnim singlem artysty, na którym znalazły się dwa dawne utwory, ale w nowych wersjach: „The Power and the Glory” i „Here's to the Stade of Richard Nixon”. Niestety ograniczenia głosu muzyka były aż nadto słyszalne, mimo że starano się to zatuszować np. chórkami żeńskimi w momentach, gdy melodia zmuszała Ochsa do śpiewu w wyższych rejestrach.

### Okres schyłkowy – problemy psychiczne
W 1975 r. piosenkarz przemienił się w Johna Butlera Traina, który starał się o to, aby pułkownik Tom Parker (menedżer Presleya) został jego menedżerem. Gdy to się nie udało, usiłował przedstawić swoje propozycje pułkownikowi Sandersowi z KFC. Z rozmów z pijanym artystą nic nie wyszło. Otworzył także bar nazwany Che, na otwarcie którego chciał zaprosić mafię. Bar został zamknięty po kilku dniach. Ochs był już wtedy właściwie bezdomnym alkoholikiem, do czego dołączała się chroniczna depresja. Postanowił wrócić na Wschodnie Wybrzeże, wynajął ciężarówkę, która miała przewieźć jego rzeczy, ale zagubiła się gdzieś po drodze. Jego rodzinie i przyjaciołom nie udało się go namówić do poszukania fachowej pomocy. Gdy wrócił do Greenwich Village, żebrał zarówno u znajomych, jak i obcych, a czasem ich atakował.
W październiku 1975 r. osobowość Traina zniknęła i wydawało się, że Ochs powraca do normalności. Zobaczył się ze swoją byłą żoną i córką (którą darzył wielkim uczuciem). Wystąpił także w listopadzie w klubie Folk City.
Na początku 1976 r. zatrzymał się na kilka dni u swojej siostry, odwiedził psychiatrę i umówił się na następną wizytę. Chciał nawet kupić gitarę, ale nie znalazł odpowiedniej. Zaśpiewał także kilka piosenek na przyjęciu u przyjaciół. 9 kwietnia, gdy na 10 minut został sam w domu, powiesił się na drzwiach do łazienki. Następnego dnia jego ciało poddano kremacji a prochy zostały rozsypane z zamku w Edynburgu, który odwiedzał jako dziecko.
Na koncercie pożegnalnym, który zorganizowano w lipcu 1976 r. zjawiło się ponad 4500 ludzi, największa jego publiczność. Wystąpili: David Blue, Dave Van Ronk, Ramblin’ Jack Elliott, Jerry Rubin, Eric Andersen, Allen Ginsberg, Tim Hardin.

## Dyskografia

### Albumy
Albumy studyjne
- All the News That's Fit to Sing 1964***
- I Ain't Marching Anymore 1965***
- Pleasures of the Harbor 1967****
- Tape from California 1968****
- Rehearsals for Retirement 1968****

Albumy koncertowe
- Phil Ochs in Concert 1966***
- Gunfire at Carnegie Hall 1975***

Albumy składankowe
- Phil Ochs Greatest Hits 1970***
- Chords of Fame 1976 Kompilacja dokonana przez brata Phila – Michaela.
- A Toast to Those Who Are Gone 1986 Kompilacja firmy Rhino; głównie starsze, folkowe piosenki.
- The Best of Phil Ochs – The War Is Over 1989 Kompilacja firmy A & M
- American Troubadour 1999 Kompilacja firmy A & M na dwóch dyskach (także jego afrykański singel, dotąd niedostępny).

### Single
- I Ain't Marchin' Anymore/That Was the President (1966)
- Cross My Heart/Flower Lady (A&M 881)
- Outside of a Small Circle of Friends/Miranda (A&M 891)
- The War Is Over/The Harder They Fall (A&M 932)
- The World Began in Eden and Ended in Los Angeles/My Life (ten singel nie jest zazwyczaj umieszczany w dyskografiach, jednak są osoby w jego posiadaniu – A&M 1070)
- One-Way Ticket Home/My Kingdom For A Car (A&M 1180)
- Kansas City Bomber/Gas Station Women (1973, A&M 1376)
- Bwatue/Niko Mchumba Ngombe. Singel kenijski (1973)
- The Power and the Glory/Here's to the State of Richard Nixon (1974, A&M 1509)